# Помпанин, Роза
Ро́за Помпани́н (итал. Rosa Pompanin; 9 июня 1984, Пьеве-ди-Кадоре, Италия) — итальянская кёрлингистка.

## Карьера

### Национальная сборная
Ее дебют за  женскую юниорскую сборную Италии по кёрлингу состоялся на Чемпионате Мира среди юниоров в группе B в 2001 году, который проходил в Дании: в этот раз Италия заняла третье место. Юношеская сборная приняла участие в 4 чемпионатах мира среди юниоров и двух чемпионатах мира среди юниоров группы B.
В 2001 году она вошла в состав абсолютной Национальной сборной, с которой участвовала в трех мировых чемпионатах, пяти европейских и XX Зимних Олимпийских играх.
В 2007 году Роза вошла в состав  Национальной Сборной смешанного типа, с которой  участвовала в Чемпионате Европы смешанных пар по кёрлингу.
Лучший результат спортсменки - бронзовая медаль, полученная на Чемпионате мира среди юниоров в 2003 году в Флимсе, Швейцария. Это, так же,  лучший результат национальной женской юниорской сборной.

## Достижения
- Чемпионат Италии по кёрлингу среди женщин: золото (2002, 2004, 2005), серебро (2003), бронза (2000, 2001, 2013, 2017).
- Чемпионат мира по кёрлингу среди юниоров: бронза (2003).
- Чемпионат мира по кёрлингу среди юниоров (группа Б): серебро (2002), бронза (2001).
- Чемпионат Италии по кёрлингу среди юниоров: золото (2000).

## Команды
| Сезон                                          | Четвёртый          | Третий             | Второй           | Первый            | Запасной                                                                                           | Турниры                               |
| ---------------------------------------------- | ------------------ | ------------------ | ---------------- | ----------------- | -------------------------------------------------------------------------------------------------- | ------------------------------------- |
| 2000—01                                        | Диана Гаспари      | Арианна Лоренци    | Роза Помпанин    | Кьяра Оливьери    | Marzia Michielli тренер: Роберто Лачеделли                                                         | ЧМЮ-Б 2001                            |
| 2001—02                                        | Диана Гаспари      | Виолетта Кальдарт  | Роза Помпанин    | Кьяра Оливьери    | Лукреция Феррандо тренер: Родгер Густаф Шмидт                                                      | ЧЕ 2001 (11 место)                    |
| 2001—02                                        | Диана Гаспари      | Роза Помпанин      | Арианна Лоренци  | Lucrezia Ferrando | | ЧМЮ-Б 2002                            |
| 2001—02                                        | Диана Гаспари      | Роза Помпанин      | Арианна Лоренци  | Элеонора Альвера  | Лукреция Феррандо тренер: Родгер Густаф Шмидт                                                      | ЧМЮ 2002 (4 место)                    |
| 2002—03                                        | Диана Гаспари      | Джулия Лачеделли   | Роза Помпанин    | Виолетта Кальдарт | Кьяра Оливьери (ЧЕ) Арианна Лоренци (ЧМ) тренеры: Родгер Густаф Шмидт (ЧЕ), Роберто Лачеделли (ЧМ) | ЧЕ 2002 (11 место) ЧМ 2003 (9 место)  |
| 2002—03                                        | Диана Гаспари      | Роза Помпанин      | Арианна Лоренци  | Lucrezia Ferrando | Anna Ghiretti тренер: Родгер Густаф Шмидт                                                          | ЧМЮ 2003                              |
| 2003—04                                        | Диана Гаспари      | Джулия Лачеделли   | Роза Помпанин    | Виолетта Кальдарт | Кьяра Оливьери тренеры: Родгер Густаф Шмидт (ЧЕ), Роберто Лачеделли (ЧМ)                           | ЧЕ 2003 (5 место) ЧМ 2004 (9 место)   |
| 2003—04                                        | Диана Гаспари      | Роза Помпанин      | Арианна Лоренци  | Анна Гирети       | Элеттра Де Коль тренер: Родгер Густаф Шмидт                                                        | ЧМЮ 2004 (9 место)                    |
| 2004—05                                        | Диана Гаспари      | Джулия Лачеделли   | Роза Помпанин    | Виолетта Кальдарт | Элеонора Альвера тренеры: Роберто Лачеделли (ЧЕ), Родгер Густаф Шмидт (ЧМ)                         | ЧЕ 2004 (6 место) ЧМ 2005 (11 место)  |
| 2004—05                                        | Диана Гаспари      | Роза Помпанин      | Арианна Лоренци  | Анна Гирети       | Джорджия Аполлонио                                                                                 | ЧМЮ 2005 (8 место)                    |
| 2005—06                                        | Диана Гаспари      | Джулия Лачеделли   | Роза Помпанин    | Виолетта Кальдарт | Элеонора Альвера тренеры: Родгер Густаф Шмидт, Роберто Лачеделли                                   | ЧЕ 2005 (6 место) ЗОИ 2006 (10 место) |
| 2006—07                                        | Диана Гаспари      | Роза Помпанин      | Элеттра Де Коль  | Deborah Pavan     | тренер: Родгер Густаф Шмидт                                                                        | ЗУ 2007 (5 место)                     |
| 2016—17                                        | Диана Гаспари      | Мануэла Серафини   | Роза Помпанин    | Алиса Кобелли     | Giada Mosaner                                                                                      | ЧИЖ 2017                              |
| 2017—18                                        | Федерика Аполлонио | Джорджия Аполлонио | Стефания Менарди | Клаудия Альвера   | Роза Помпанин тренер: Alberto Menardi                                                              | ЧИЖ 2018 (4 место)                    |
| Кёрлинг среди смешанных команд (mixed curling) |                    |                    |                  |                   | |                                       |
| 2007—08                                        | Антонио Менарди    | Роза Помпанин      | Фабио Альвера    | Клаудия Альвера   | Massimo Antonelli Giorgia Casagrande                                                               | ЧЕСК 2007 (9 место)                   |

(скипы выделены полужирным шрифтом)